# San Marinó-iak
A San Marinó-iak (Sammarinesi) egy dél-európai etnikai csoport, melynek a tagjai leginkább San Marinóban találhatóak meg.
Az anyanyelvük az olasz, és történelmileg a romagnol nyelv. A legtöbben római katolikusok.

## Hivatalos nyelv
San Marino elismeri az olasz nyelvet hivatalos nyelvként. A szammarin néven ismert őslakos nyelv a romagnol nyelv egy változata, amelyet a lakosság körülbelül 83 százaléka beszél.

## Vallás

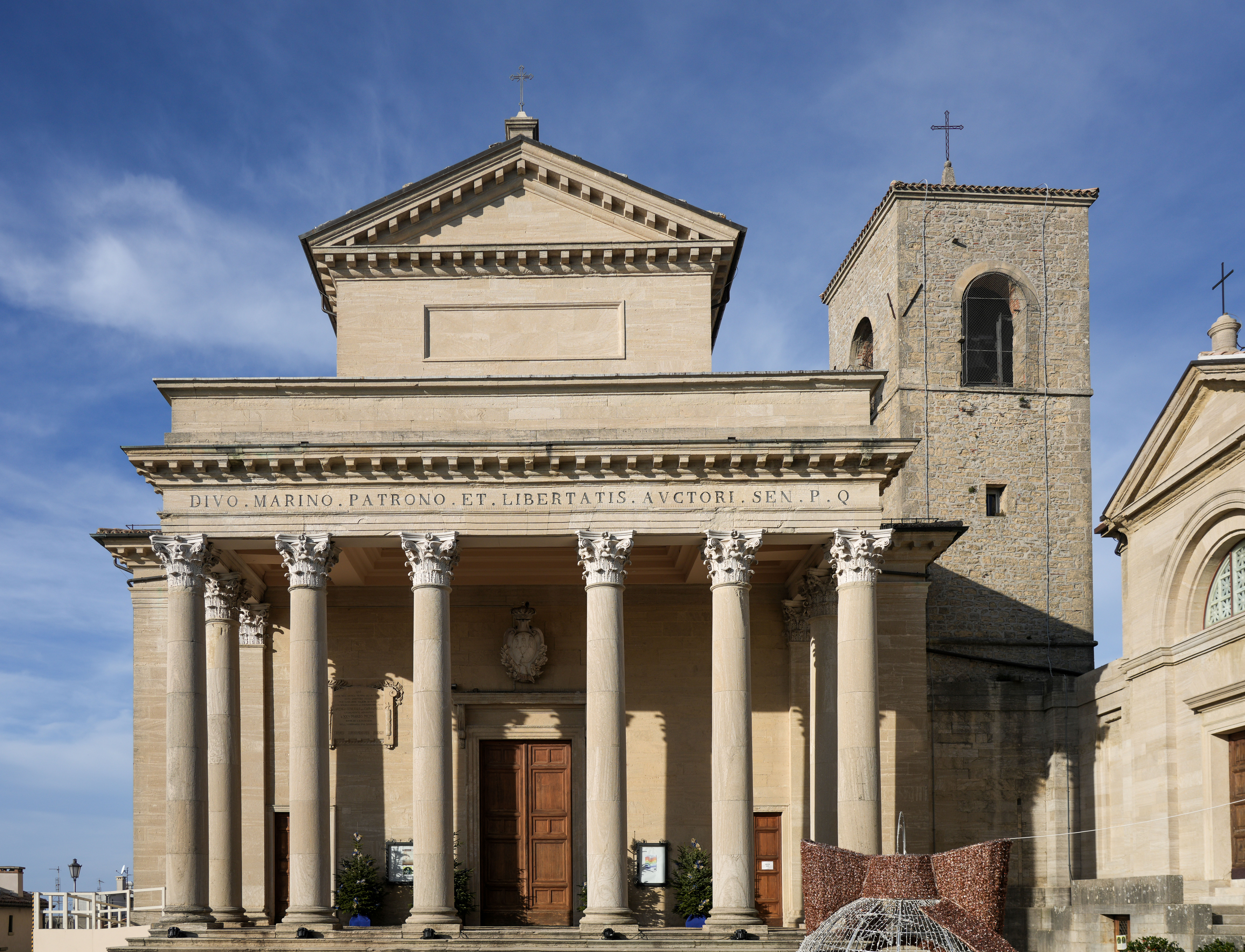
A San Marino-i Bazilika

Bár történelmileg San Marino a Apostoli Szentszék politikai irányítása ellen harcolt, a legtöbben római katolikusnak vallják magukat, de nincs államvallásuk. San Marino hivatalos ceremóniái közül sokat a San Marino-i Bazilikában, a köztársaság főtemplomában vagy más templomokban tartják. Összesen kilenc katolikus plébánia van, amelyek mindegyike a San Marino-Montefeltro Egyházmegyéhez tartozik.

## Híres San Marinó-iak
Neves San Marinó-i személyek:

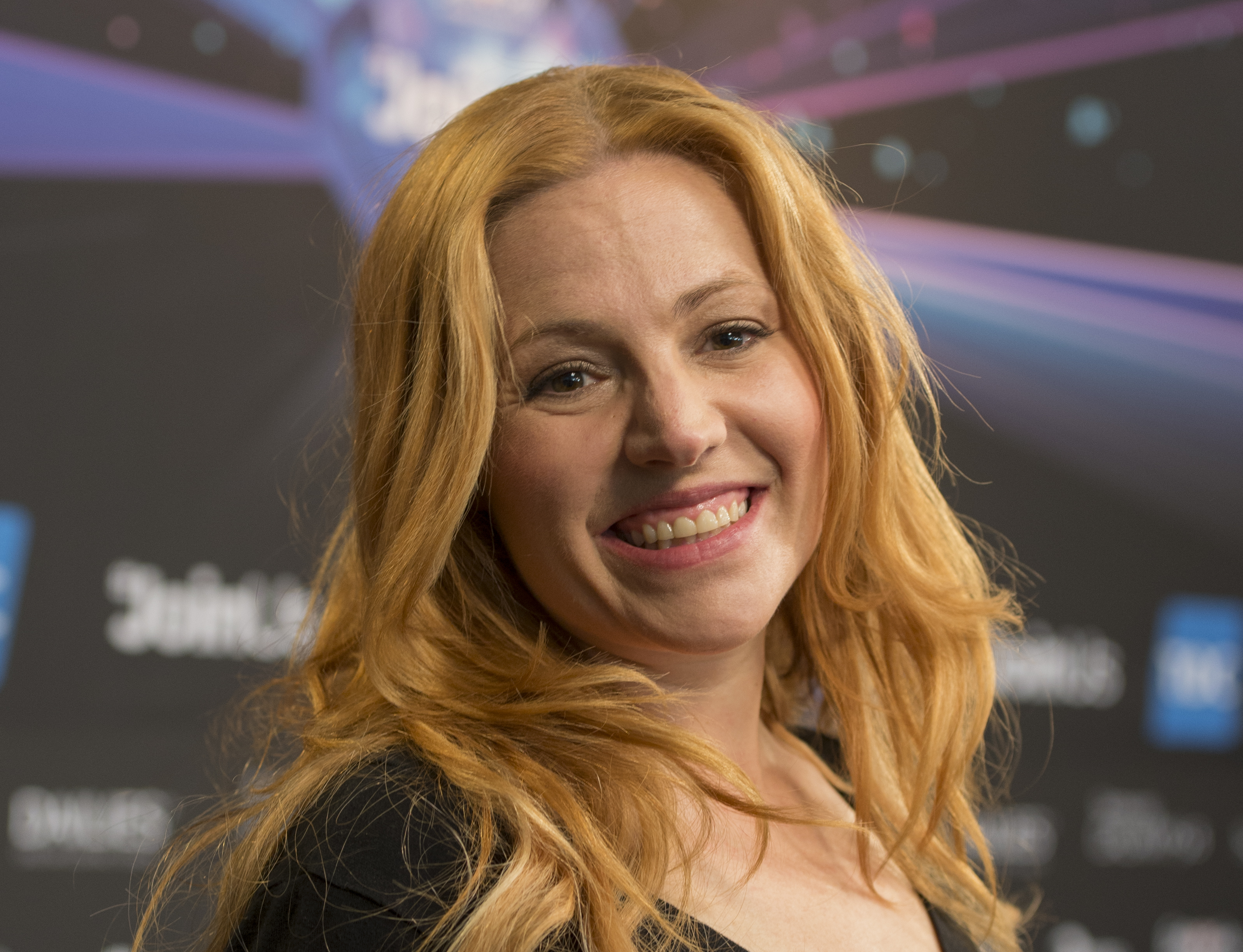
Valentina Monetta, a törpeállam négyszeres eurovíziós versenyzője (2014)

- Giovanni Battista Belluzzi (1506 – 1554) építész
- Francesco Maria Marini (1630 – 1686) zeneszerző, drámaíró, katolikus egyházfő
- Antonio Onofri (1759 – 1825), államférfi, „hazájának atyja”.
- Little Tony (1941, Tivoli – 2013), pop- és rockzenész
- Pasquale Valentini (1953 - ), több miniszteri posztot is betöltött politikus
- Massimo Bonini (1959 - ), labdarúgó, a Juventus játékosa
- Marco Macina (1964 - ), a Bologna FC, a Parma, a Reggiana és az AC Milan játékosa
- Valentina Monetta (1975 - ), énekesnő, aki négyszer képviselte San Marinót az Eurovíziós Dalfesztiválon
- Manuel Poggiali (1983 - ), motorversenyző, kétszeres világbajnok
- Alex de Angelis (1984, Rimini - ), motorversenyző, jelenleg a MotoGP királykategóriájának tagja
- Alessandra Perilli (1988, Rimini - ), olimpiai ezüst- és bronzérmes sportlövész, első San Marinó-i állampolgár, aki olimpiai érmet nyert (Tokió 2020)
- Gian Marco Berti (1982 - ), olimpiai ezüstérmes sportlövész, második olimpiai érmet szerzett San Marinói állampolgár (Tokió 2020)
- Myles Nazem Amine (1996, Dearborn, Michigan  - ), olimpiai bronzérmes, 86 kg-os birkózó, harmadik olimpiai érmet szerzett San Marinói állampolgár (Tokió 2020)